# Last Night On Earth
Last Night On Earth es la sexta canción y tercer sencillo del álbum Pop, lanzado en 1997 por la banda de Rock irlandesa U2.

## Historia
La historia de Last Night On Earth comienza a fines de 1996 y comienzos de 1997, cuando la banda se encontraba en las sesiones de grabación para Pop; durante ese momento la banda anunció a su representante que se encargara de reservar el Popmart Tour, pero al ver que no llegaban a terminar el álbum a tiempo, la banda decidió retractarse de esa decisión. Esta canción fue la última en ser grabada antes del lanzamiento del álbum.

## En directo
Last Night On Earth es una de las 17 canciones que fueron tocadas durante los 93 conciertos del Popmart Tour, de las 17, 6 eran de Pop.
Con excepción de los primeros conciertos de la gira, Last Night On Earth se encontraba como la séptima canción entre Even Better Than The Real Thing y I Still Haven't Found What I'm Looking For. La canción se puede encontrar en el DVD Popmart: Live from Mexico City. Además fue incluida como lado-B en el sencillo de 2001 Elevation.
Last Night On Earth sólo puede encontrarse durante el Popmart Tour; en las giras siguientes no fue presentada nuevamente.
- Datos: Q2670784